# Georg Cantor

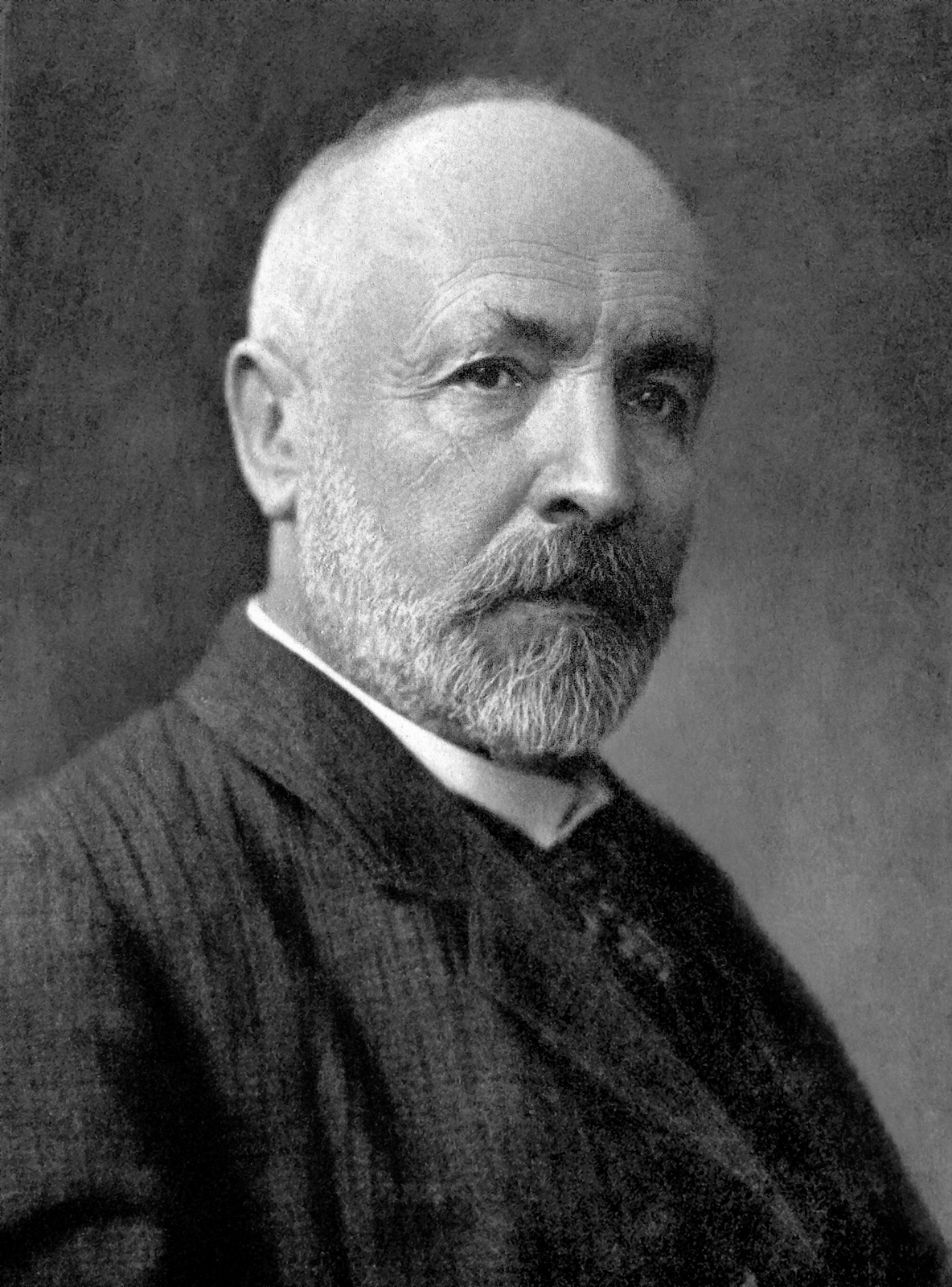
Georg Cantor (etwa 1910)

Georg Ferdinand Ludwig Philipp Cantor (* 19. Februarjul. / 3. März 1845greg. in Sankt Petersburg; † 6. Januar 1918 in Halle an der Saale) war ein deutscher Mathematiker. Cantor lieferte wichtige Beiträge zur modernen Mathematik. Insbesondere ist er der Begründer der Mengenlehre und veränderte den Begriff der Unendlichkeit. Der revolutionäre Gehalt seines Werks wurde erst im 20. Jahrhundert richtig erkannt.

## Leben

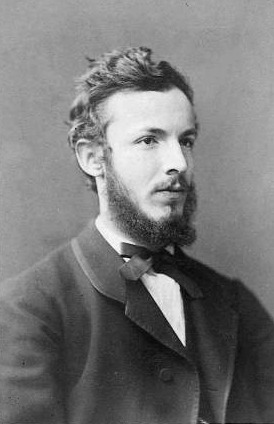
Georg Cantor (ca. 1870)

Georg Cantor wurde als Sohn von Georg Woldemar Cantor, einem wohlhabenden Kaufmann und Börsenmakler, und Marie Cantor, geborene Böhm, in St. Petersburg, der damaligen Hauptstadt Russlands, geboren. Sein Vater war in Kopenhagen geboren und in jungen Jahren mit seiner Mutter nach St. Petersburg gekommen, wo er in der dortigen deutschen lutherischen Mission aufgezogen worden war. Die Aussagen Georg Cantors, sein Vater stamme aus einer sephardischen Familie und sei erst in Sankt Petersburg lutherisch getauft worden, lassen sich folgendermaßen ergänzen: Der am 6. Mai 1814 den jüdischen Eheleuten Lipman und Esther Cantor in Kopenhagen geborene Sohn erhielt den Namen Hirsch und wurde zu einem bisher nicht bekannten Zeitpunkt auf den Namen Georg Woldemar getauft. Der Tee- und Porzellanhändler Lipman Jacob Cantor hatte Esther, geborene Meyer, verwitwete Levy, 1811 geheiratet. Lipman Cantor gehörte zwar der portugiesisch-jüdischen Gemeinde an, war jedoch sehr wahrscheinlich ein Nachkomme des um 1680 nach Kopenhagen eingewanderten Abraham Cantor aus Hildesheim. Georg Cantors Mutter war in St. Petersburg geboren, römisch-katholisch und stammte aus einer bekannten österreichischen Musikerfamilie. Die Großeltern mütterlicherseits, Franz Böhm und Marie Böhm, geb. Morawek, waren beide Berufsmusiker (Violinisten); Franz Böhm war Kapellmeister der Kaiserlichen Oper in Sankt Petersburg und der Bruder des Geigers Joseph Böhm.
Die Kinder wurden im lutherischen Glauben und in einem deutschen kulturellen Umfeld aufgezogen. Der Vater war sehr fromm und instruierte seinen Sohn in religiösen Dingen. Zeit seines Lebens blieb Georg Cantor ein tief religiöser Mensch. Die Elementarschule besuchte er in Sankt Petersburg. Als er 11 Jahre alt war, siedelte die Familie wegen des schlechten Gesundheitszustandes des Vaters 1856 von St. Petersburg in das mildere Klima der Kurstadt Wiesbaden und etwas später nach Frankfurt am Main über.
Nach dem Schulabschluss („mit Auszeichnung“) 1860 an der Realschule Darmstadt wechselte er auf die Höhere Gewerbeschule Darmstadt, die heutige Technische Universität Darmstadt. Dort begann er auf Wunsch seines Vaters eine Berufsausbildung für Ingenieure. 1862 gelang es ihm, den Vater davon zu überzeugen, dass seine Stärken eher in der Mathematik lagen, und er begann ein Mathematikstudium am Polytechnikum in Zürich. 1863 wechselte er an die Universität nach Berlin. 1866 besuchte er ein Sommersemester lang die Universität Göttingen und wurde 1867 an der Universität Berlin bei Ernst Eduard Kummer promoviert. Zu seinen Lehrern zählten Karl Weierstraß, Ernst Eduard Kummer und Leopold Kronecker. Unmittelbar danach wurde er als Mathematiklehrer am Friedrich-Wilhelm-Gymnasium Berlin tätig. Bereits zu dieser Zeit litt er zeitweise an Depressionen. Nach der Habilitation 1869 an der Universität Halle mit dem Thema De transformatione formarum ternarium quadricarum lehrte und arbeitete Cantor bis zu seinem Lebensende in Halle, zunächst als Privatdozent, seit 1872 als Extraordinarius und seit 1877 bis zu seiner Emeritierung im Jahr 1913 als ordentlicher Professor. In Halle verkehrte er unter anderem freundschaftlich mit Edmund Husserl, dem Begründer der Phänomenologie.
Im Jahre 1870 gelang ihm die Lösung des mathematischen Problems der Darstellung einer Funktion als Summe trigonometrischer Reihen. Es folgten ab 1872 weitere Arbeiten über trigonometrische Reihen und 1873 der Beweis, dass die Menge der rationalen Zahlen abzählbar ist (das heißt, man kann die rationalen Zahlen so den natürlichen Zahlen zuordnen, dass es zu jeder natürlichen Zahl genau eine rationale Zahl gibt). Bereits im darauffolgenden Jahr gelang ihm umgekehrt der Beweis, dass die Menge der reellen Zahlen nicht abzählbar ist. Damit bewies er auch, dass beinahe alle Zahlen transzendent sind.
1874 heiratete er Vally Guttmann, mit der er zwei Söhne und vier Töchter hatte (das letzte Kind wurde 1886 geboren). Der Sohn Erich war Arzt, die Tochter Else eine Konzertsängerin und bekannte Musikpädagogin. Seine Flitterwochen verbrachte er im Harz, wo er auch intensiv mit Richard Dedekind, einem engen Freund, den er zwei Jahre zuvor während eines Urlaubs in der Schweiz kennengelernt hatte, über Mathematik diskutieren konnte. Im gleichen Jahr setzte er seine Veröffentlichungen zur Mengenlehre mit Über eine Eigenschaft des Inbegriffs aller reellen algebraischen Zahlen fort. 1877 behandelte er geometrische Anwendungen der Mengenlehre, zum Beispiel, ob ein Quadrat mit der Seitenlänge 1 genauso viele Elemente enthält wie die Linie zwischen 0 und 1. Obwohl er ursprünglich von der Annahme ausging, dass es nicht so sei, war er selbst über seine gemachte Entdeckung und die Beweisführung überrascht. „Ich sehe es, aber ich glaube es nicht“, schrieb er selbst. Das hatte große Auswirkungen auf die bisherigen geometrischen Anschauungen. Die dazu von ihm angefertigten Abhandlungen, die er zur Veröffentlichung an Crelles Journal geschickt hatte, wurden von seinem früheren Lehrer Leopold Kronecker zurückgehalten, der ein Vertreter finitistischer Mathematik war, dem Begriff der Unendlichkeit skeptisch gegenüberstand und sich zu einem einflussreichen Gegner der Cantorschen Mengenlehre entwickelte. Erst die Intervention seines Freundes Dedekind führte zur Veröffentlichung.
Ab 1879 entwickelte er weitere revolutionierende Ideen zur Mengenlehre. So gab er bis 1884 eine Artikelreihe mit dem Titel Über unendliche lineare Punktmannigfaltigkeiten heraus. Darin begründete er die Grundlagen und Hauptsätze der Mengenlehre. Teil 5 der Reihe beschäftigt sich mit den Grundlagen einer allgemeinen Mannigfaltigkeitslehre.
Der Widerstand gegen seine mathematischen Ideen belastete Cantor und führte mit dazu, dass er für fast zehn Jahre sein mathematisches Fachgebiet verließ und sich mit literaturhistorischen Forschungen, philosophischen und theologischen Themen beschäftigte. Das erfolgte fast zeitgleich mit dem stärkeren Ausbruch seiner Krankheit, die ihn in der zweiten Lebenshälfte immer mehr dominierte. So litt Cantor von 1884 an wiederholt an einer bipolaren Störung und musste sich erstmals in psychiatrische Behandlung begeben. Cantors Beschäftigung mit der Frage nach dem „wahren“ Autor der shakespeareschen Werke fällt in die erste Zeit seiner geistigen Erkrankung. Er sprach sich in mehreren Veröffentlichungen für Francis Bacon als Verfasser aus. Ähnliche Erörterungen stellte Cantor auch in Hinblick auf die Werke von Jakob Böhme und John Dee an. Dieses sehr forcierte literaturgeschichtliche Engagement wird oft als Folge seiner Geisteskrankheit betrachtet, doch war die Beteiligung an dem Rätselraten um Shakespeare allgemein sehr verbreitet, und Cantor zeigte stets an Fragen außerhalb seines Fachgebietes großes Interesse, besonders an Philosophie und (katholischer) Theologie, die für ihn in engem Bezug zu den mengentheoretischen Problemen der Unendlichkeit stand.
In diesen zehn Jahren erfuhr er zahlreiche Ehrungen und erlebte auch die zunehmende Wertschätzung seiner bisherigen mathematischen Erkenntnisse. Er wurde Mitglied der Deutschen Akademie der Naturforscher Leopoldina und beteiligte sich aktiv an der Gründung der Deutschen Mathematiker-Vereinigung, die 1890 erfolgte. Cantor wurde zum ersten Vorsitzenden gewählt. Erst 1895 griff er seine Arbeiten zur Mengenlehre wieder konsequent auf. Er veröffentlichte die Beiträge zur transfiniten Mengenlehre, beschäftigte sich mit der Kontinuumshypothese und besuchte 1897 den ersten internationalen Mathematikerkongress in Zürich.
1899 folgte ein zweiter Sanatoriumsaufenthalt. Kurz danach starb Cantors jüngster Sohn plötzlich (während eines Vortrags von Cantor bezüglich der Bacon-Theorie und Shakespeare). Diese Tragödie verstärkte seine Depressionen und beeinträchtigte seine mathematische Arbeit, weshalb er 1903 erneut in einem Sanatorium behandelt wurde. 1901 wurde er zum Ehrenmitglied der London Mathematical Society gewählt.
1904 hielt Julius König auf dem 3. Internationalen Mathematikerkongress in Heidelberg einen Vortrag, in dem er vermeintlich beweisen konnte, dass die Mächtigkeit des Kontinuums unter den Alephs überhaupt nicht vorkommt. Das widersprach Cantors Kontinuumshypothese. Als Reaktion auf diesen in seiner Wirkung als „sensationell“ empfundenen Vortrag soll Cantor sich aufgewühlt und empört darüber gezeigt haben, dass man es gewagt hatte, seine (laut seiner Aussage von Gott übermittelte) Studie widerlegen zu wollen und auch darüber, dass seine Töchter und Kollegen die vermeintliche Widerlegung mitanhören mussten und die damit verbundene an ihm vollzogene Demütigung. Obwohl Ernst Zermelo schon einen Tag später demonstrierte, dass Julius Königs Beweisführung falsch war, verblieb Cantor schockiert, verärgert und begann sogar, an seinem Glauben zu zweifeln. (Hinsichtlich der Reaktion Cantors auf Königs Vortrag liegen seitens der Teilnehmer des Kongresses auch abweichende Schilderungen vor.)

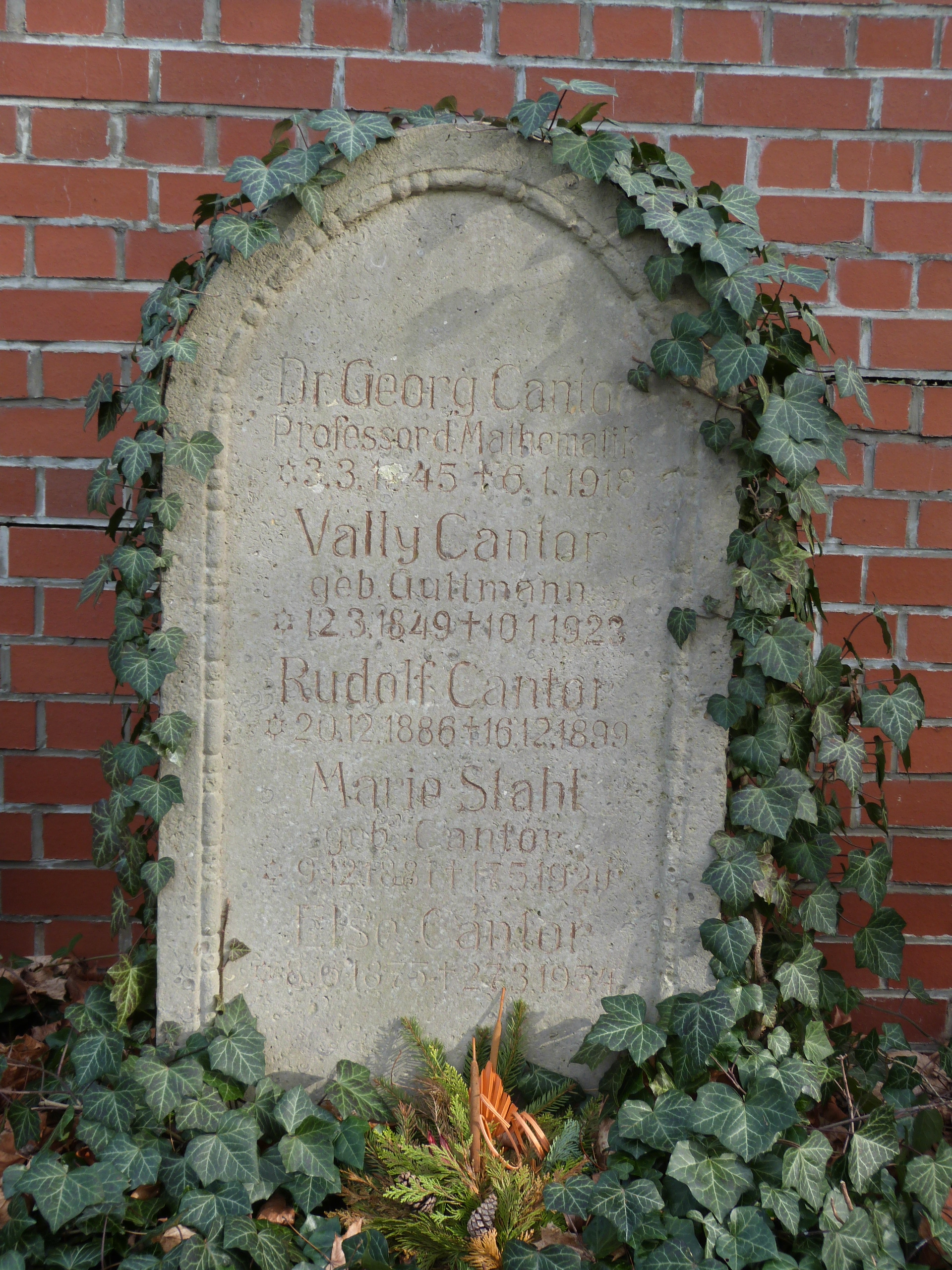
Cantors Grab auf dem Friedhof Giebichenstein in Halle

1911 wurde Cantor als einer der bevorzugten ausländischen Gelehrten zum 500. Jahrestag der Gründung der Universität St. Andrews in Schottland eingeladen. Zu dieser Zeit veröffentlichte Bertrand Russell mit Alfred North Whitehead das berühmte Werk Principia Mathematica, in dem Russell sich häufig auf Cantors Arbeiten bezog. In der Hoffnung, Bertrand Russell bei diesem Anlass zu treffen, nahm Cantor an der Gründungsfeier von St. Andrews teil, eine Begegnung kam nicht zustande. Ein Jahr später wollte dieselbe Universität Cantor den Ehrendoktortitel verleihen, aber Cantor konnte, durch seine Krankheit gehindert, nicht persönlich daran teilnehmen.
1913 ging Cantor in Pension, während des Ersten Weltkrieges litt er an Armut und Mangelernährung. Die öffentliche Feier zu seinem 70. Geburtstag wurde wegen des Krieges abgesagt. Am 6. Januar 1918 starb Georg Cantor an einer Herzinsuffizienz in Halle in dem Sanatorium, in dem er das letzte Jahr seines Lebens verbracht hatte. Sein Grab ist auf dem Friedhof Giebichenstein in Halle erhalten.
Sein Nachlass wird vom Zentralarchiv deutscher Mathematiker-Nachlässe an der Niedersächsischen Staats- und Universitätsbibliothek Göttingen aufbewahrt.

## Werk
Cantor befasste sich zunächst mit Zahlentheorie und wandte sich in Halle unter dem Einfluss von Eduard Heine Fourierreihen zu. Er bewies 1869 die Eindeutigkeit der Darstellung von Funktionen durch trigonometrische Reihen, veröffentlicht im Journal für die reine und angewandte Mathematik 1870. Falls zwei Fourierreihen, die sich durch mindestens einen Koeffizienten unterscheiden, dieselbe Funktion darstellen, die Darstellung also nicht eindeutig ist, muss die Differenz der beiden Reihen für alle {\displaystyle 0\leq x\leq 2\pi } identisch verschwinden:
{\displaystyle {\frac {c_{0}}{2}}+\sum _{k=1}^{\infty }(c_{k}\cdot \cos(kx)+d_{k}\cdot \sin(kx))=0.}
Cantor zeigte dann, dass in diesem Fall {\displaystyle c_{k}=d_{k}=0} für alle k gilt, im Gegensatz zur Annahme (Beweis durch Widerspruch). Der Satz bleibt auch bei endlich vielen Ausnahmestellen x gültig, in der die Gleichung einen Wert ungleich null hat oder die Reihe divergiert, wie Cantor ein Jahr später 1871 zeigte.
Er baute beim Beweis auf den Untersuchungen von Bernhard Riemann auf und korrespondierte im Vorfeld des Beweises mit seinem Studienfreund Hermann Amandus Schwarz, der einen wichtigen Baustein des Beweises lieferte. Die Frage, ob der Satz auch bei abzählbar unendlich vielen Ausnahmestellen gilt (was er positiv beantworten konnte für von ihm definierte „Punktmengen n-ter Art“, siehe Ableitung einer Menge), führte ihn 1872 in einem Aufsatz in den Mathematischen Annalen auf seine Konstruktion der reellen Zahlen als Fundamentalfolgen rationaler Zahlen. Die Theorie der Fourierreihen war damit auch der Ausgangspunkt seiner Beschäftigung mit Mengenlehre.
Cantor begründete in den Jahren 1874 bis 1897 die Mengenlehre, die er anfangs (1877) noch Mannigfaltigkeitslehre nannte. Er formulierte 1895 folgende oft zitierte Definition der Menge:

„Unter einer ‚Menge‘ verstehen wir jede Zusammenfassung M von bestimmten wohlunterschiedenen Objekten m unserer Anschauung oder unseres Denkens (welche die ‚Elemente‘ von M genannt werden) zu einem Ganzen.“

Cantor kam zu seiner Mengenlehre durch die Betrachtung eindeutiger (heute: „bijektiver“) Zuordnungen der Elemente von unendlichen Mengen. Er bezeichnete Mengen, für die eine solche Beziehung hergestellt werden kann, als äquivalent oder „von gleicher Mächtigkeit“, auch „gleichmächtig“. Demnach ist die Menge der natürlichen Zahlen {\displaystyle \{0,\,1,\,2,\,3,\,4,\,...\}} der Menge der rationalen Zahlen (Brüche) äquivalent, was er durch sein Diagonalisierungsverfahren zeigte. Mit seinem zweiten Diagonalargument bewies er dann, dass die Menge der reellen Zahlen mächtiger ist als die der natürlichen Zahlen. Eine Verallgemeinerung war der Satz von Cantor. Die Arbeiten waren unter den Mathematikern seiner Zeit wegen der ungeklärten Fragen hinsichtlich des „aktual Unendlichen“ und der Einführung der transfiniten Zahlen umstritten. Insbesondere geriet Cantor in einen tiefgreifenden wissenschaftlichen Gegensatz zu Leopold Kronecker. Man vermutet hierin den Grund für die Verzögerung der Publikation von Cantors Artikel Ein Beitrag zur Mannigfaltigkeitslehre in Crelles Journal. Diese Kontroverse zwischen Cantor und Kronecker wird als „Präludium für den späteren Streit zwischen Intuitionisten und Formalisten“ gesehen. Cantor hatte schon früh Unterstützung durch einflussreiche Mathematiker, darunter David Hilbert, von dem das klassische Zitat stammt, Cantor habe ein Paradies geschaffen, aus dem niemand die Mathematiker vertreiben könne (siehe auch Cantors Paradies und Henri Poincaré).
Cantor selbst gehörte auch zu den ersten Entdeckern der Antinomien der naiven Mengenlehre und bewies mit den beiden Cantorschen Antinomien, dass gewisse Klassen keine Mengen sind. Er ist sogar als Schöpfer der axiomatischen Mengenlehre anzusehen, denn Cantors Mengenaxiome aus Briefen von 1889/99, die allerdings erst posthum publiziert wurden, nehmen die Axiome der späteren Zermelo-Fraenkel-Mengenlehre vorweg.
Auf Cantor geht auch die Cantorsche Paarungsfunktion (auch Nummerierungsfunktion) zurück.
Schließlich schuf Cantor 1870 mit der sogenannten Punktmenge die Grundlagen der Theorie der später von Benoît Mandelbrot so bezeichneten Fraktale. Die Cantorsche Punktmenge folgt dem Prinzip der unendlichen Wiederholung selbstähnlicher Prozesse. Die Cantor-Menge gilt als das älteste Fraktal überhaupt.
Schon 1878 formulierte er das, was heute als Kontinuumshypothese gilt, also die Vermutung, dass es keine Menge gibt, deren Mächtigkeit größer ist als die der natürlichen Zahlen und kleiner als die der reellen. Cantor hielt die Kontinuumshypothese für wahr und versuchte viele Jahre lang, sie zu beweisen. Aus Briefen an einen Freund geht hervor, dass er abwechselnd Beweise dafür und dagegen formulieren konnte.

## Ehrungen

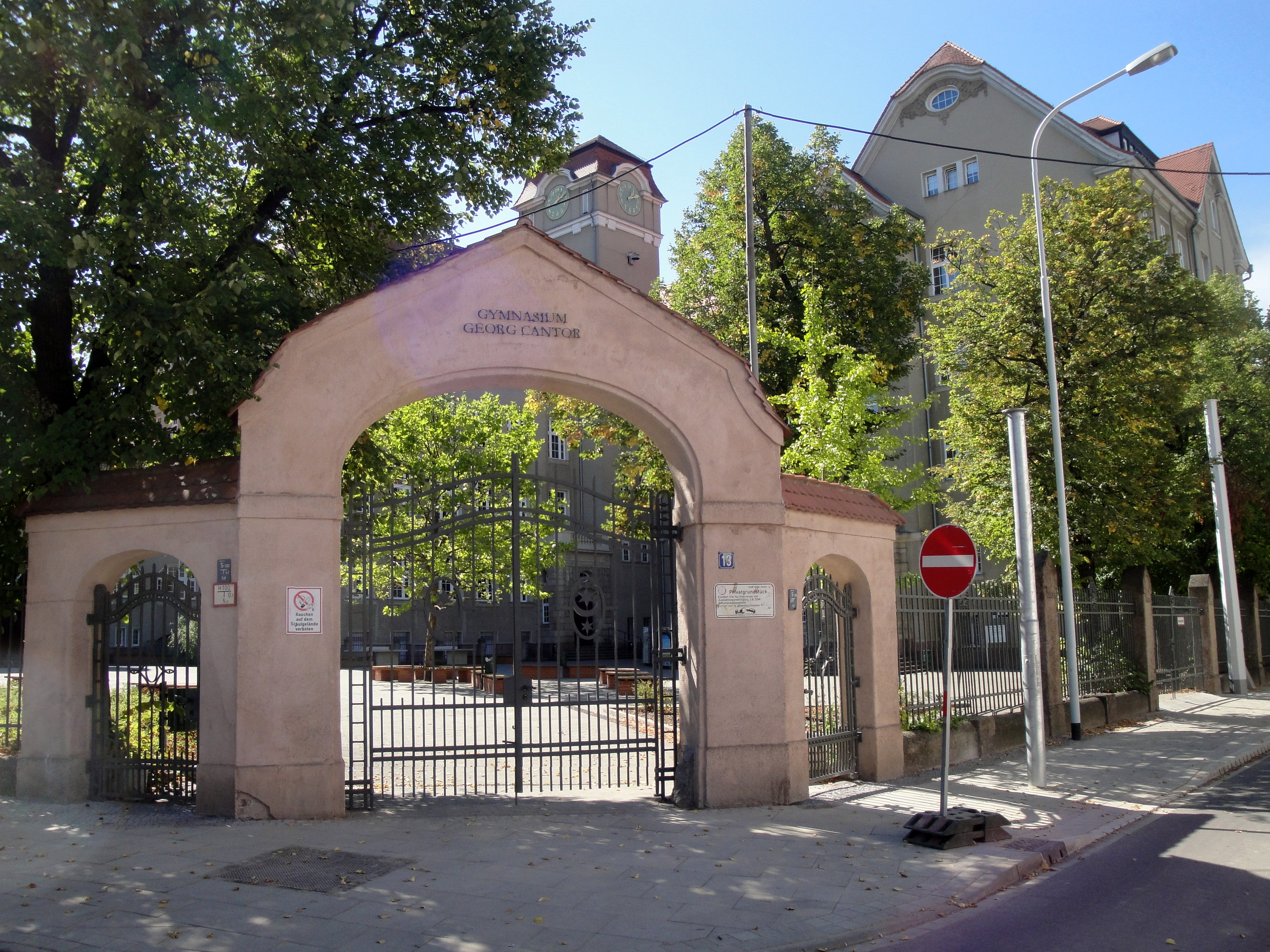
Georg-Cantor-Gymnasium in Halle

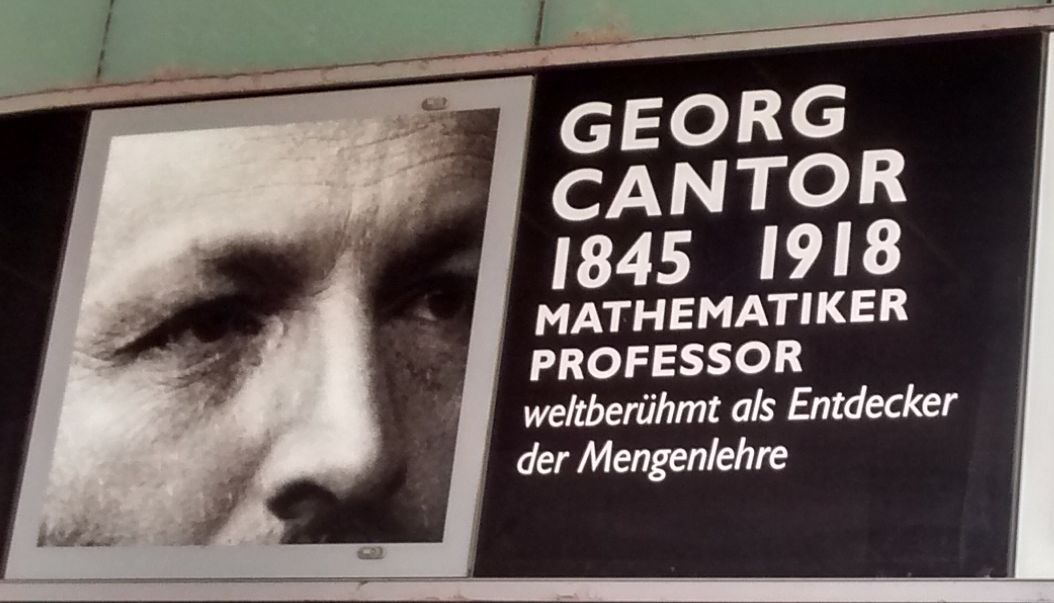
Erinnerung in Halle, Riebeckplatz

- 1889 wurde er zum Mitglied der Gelehrtengesellschaft Leopoldina gewählt.
- 1904 erhielt Cantor die Sylvester-Medaille der Royal Society.
- 1970 wurde der Mondkrater Cantor nach Georg und Moritz Cantor benannt.[23]
- 1990 wurde von der Deutschen Mathematiker-Vereinigung (DMV) zum Gedächtnis an Georg Cantor (1845–1918), ihrem ersten Vorsitzenden, die Georg-Cantor-Medaille gestiftet. Sie ehrt Cantor damit posthum. Die Medaille wird höchstens jedes zweite Jahr für herausragende wissenschaftliche Leistungen in der Mathematik verliehen.
- 2000 wurde der Asteroid (16246) Cantor nach ihm benannt.[24]
- 2011 wurde an Georg Cantors Geburtshaus in Sankt Petersburg eine Gedenktafel angebracht.
- In Halle (Saale) besteht das Georg-Cantor-Gymnasium, eine Straße wurde nach ihm benannt und am Riebeckplatz wird an ihn als wichtige Hallenser Persönlichkeit erinnert.
- Die Oper Cantor – Die Vermessung des Unendlichen von Ingomar Grünauer widmet sich dem Leben und Werk Georg Cantors und wurde aus Anlass des 1200-jährigen Stadtjubiläums am 10. November 2006 im Opernhaus Halle uraufgeführt. Die letzte Vorstellung fand am 5. Januar 2007 statt.

## Schriften
- Georg Cantor: Gesammelte Abhandlungen mathematischen und philosophischen Inhalts.[25] (Mit Auszügen aus dem Briefwechsel mit Dedekind[26] und Fraenkels Cantor-Biographie[27] im Anhang.)

Zur Zahlentheorie
- De aequationibus secundi gradus indeterminatis (Dissertation).
- Zwei Sätze aus der Theorie der binären quadratischen Formen.
- Über die einfachen Zahlensysteme.
- Zwei Sätze über eine gewisse Zerlegung der Zahlen in unendliche Produkte.
- De transformatione formarum ternariarum quadraticarum (Habilitationsschrift).
- Algebraische Notiz.
- Zur Theorie der zahlentheoretischen Funktionen.

Zur Analysis
- Über einen die trigonometrischen Reihen betreffenden Lehrsatz.
- Beweis, dass eine für jeden reellen Wert von x durch eine trigonometrische Reihe gegebene Funktion f(x) sich nur auf eine einzige Weise in dieser Form darstellen lässt.
- Über trigonometrische Reihen.
- Über die Ausdehnung eines Satzes aus der Theorie der trigonometrischen Reihen, 1872.[28]
- Bemerkung über trigonometrische Reihen.
- Fernere Bemerkung über trigonometrische Reihen.
- Über ein neues und allgemeines Kondensationsprinzip der Singularitäten von Funktionen.
- Bemerkung mit Bezug auf den Aufsatz: Zur Weierstraß-Cantorschen Theorie der Irrationalzahlen.

Zur Mengenlehre
- Über eine Eigenschaft des Inbegriffs aller reellen algebraischen Zahlen.
- Ein Beitrag zur Mannigfaltigkeitslehre, 1878.
- Über einen Satz aus der Theorie der stetigen Mannigfaltigkeiten.
- Über unendliche lineare Punktmannigfaltigkeiten.
- Sur divers théorèmes de la théorie des ensembles de point situés dans un espace continu a n dimensions.
- De la puissance des ensembles parfait de points.
- Über verschiedene Theoreme aus der Theorie der Punktmengen in einem n-fach ausgedehnten stetigen Raume Gn. Zweite Mitteilung.
- Über eine elementare Frage der Mannigfaltigkeitslehre, 1890/91.[29]
- Beiträge zur Begründung der transfiniten Mengenlehre 1895/1897.[30][31]

Sonstige
- Über die verschiedenen Standpunkte in Bezug auf das aktuale Unendliche, 1886.[32]
- Herbert Meschkowski (Hrsg.): Briefe. Springer, Berlin 1991.

## Filmische Rezeption
- Georg Cantor – Der Entdecker der Unendlichkeiten. Dokumentarfilm, Deutschland, 2018, 44:13 Min., Buch und Regie: Ekaterina Eremenko, Produktion: Saxonia Entertainment, MDR, Erstsendung: 4. März 2018 im MDR. Unter anderem mit den Mathematikern Felix Günther, Walter Purkert, Karin Richter, Galina Sinkevich, Eberhard Knobloch, Alexander Bobenko.